# Lepidopilidium brevisetum
Lepidopilidium brevisetum är en bladmossart som beskrevs av Brotherus 1907. Lepidopilidium brevisetum ingår i släktet Lepidopilidium och familjen Hookeriaceae. Inga underarter finns listade i Catalogue of Life.